# Jeschiwa Gedolah Frankfurt

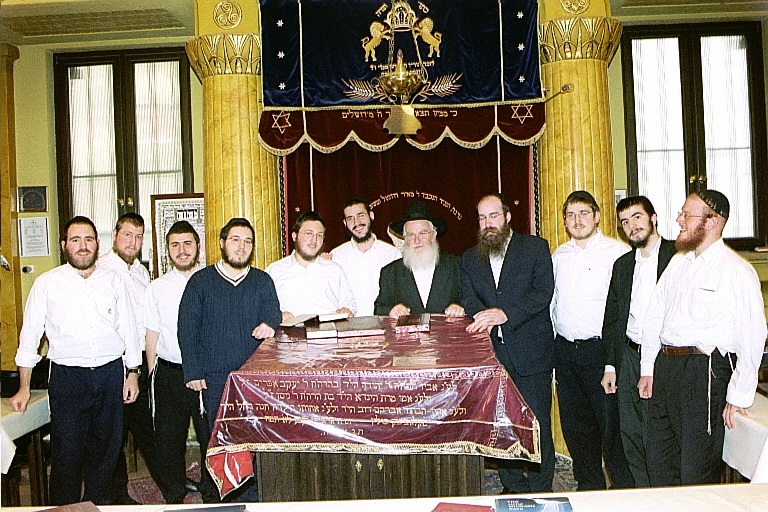
Jeschiwa Gedolah Frankfurt im Jahr 2000

Jeschiwa Gedolah Frankfurt ist eine im Jahr 2000 in Frankfurt eröffnete Talmud-Tora-Schule.
Die Jeschiwa zeichnet sich  insbesondere durch ihr soziales Engagement und ihren Einsatz für Neuzuwanderer, aber auch durch verschiedenste Aktivitäten und Veranstaltungen zur Förderung des Verständnisses für die jüdische Religion, aus. Sie war die erste orthodoxe Jeschiwa, die nach dem Zweiten Weltkrieg und dem Holocaust in Deutschland eröffnet wurde und steht in der Tradition der 1890 von Salomon Breuer gegründeten Jeschiwa in Frankfurt.

## 15 Jahre Talmud-Schule
Anlässlich des Jubiläums wurde der Schule eine neue Thorarolle geschenkt.